# NADH:유비퀴논 산화환원효소
NADH:유비퀴논 산화환원효소(영어: NADH:ubiquinone oxidoreductase) (EC 7.1.1.2)는 세균에서 인간에 이르는 많은 생물체들의 호흡 사슬의 첫 번째 단백질 복합체이다. I형 NADH 탈수소효소(영어: Type I NADH dehydrogenase), 미토콘드리아 복합체 I(영어: mitochondrial complex I), 호흡 복합체 I(영어: respiratory complex I), 복합체 I(영어: complex I)이라고도 한다. 복합체 I은 NADH에서 유비퀴논으로의 전자전달을 촉매하고 진핵생물의 미토콘드리아 내막 또는 세균의 원형질막을 가로질러 양성자(H+)를 능동수송시킨다.

## 같이 보기
- 석신산 탈수소효소 (복합체 II)
- 유비퀴논:사이토크롬 c 산화환원효소 (복합체 III)
- 사이토크롬 c 산화효소 (복합체 IV)